# Donga (Benue)
Der Donga ist ein Fluss in Nigeria und Kamerun. Er ist mit Benue, Ibi und Taraba einer der wichtigen Flüsse im nigerianischen Bundesstaat Taraba.

## Verlauf
Der Fluss entspringt am Mambilla-Plateau im südöstlichen Nigeria und ist Teil der internationalen Grenze zwischen Nigeria und Kamerun. Er mündet schließlich in den Benue in Nigeria. Das Einzugsgebiet des Donga ist 20.000 km² groß.
Im Durchschnitt hat der Donga einen Abfluss von ungefähr 1800 m³ Wasser pro Sekunde.
Im Einzugsgebiet des Donga im nigerianischen Bundesstaat Taraba gibt es drei Waldreservate: Baissa, Amboi und Bissaula River. Sie liegen an den Hängen und am Fuß des Mambilla-Plateaus, südwestlich des Gashaka-Gumti-Nationalparks.

## Hydrometrie
Die Durchflussmenge des Flusses wurde 1977 bei Ahua, etwa bei der Hälfte des Einzugsgebietes in m³/s aufgenommen.